# محسن حيدري آل كثير
محسن حيدري آل‌كثير (مواليد 1377هـ، الموافق ل1957م، شوش) رجل دين شيعي إيراني من عرب الأهواز ويشغل حاليًا منصب ممثل خوزستان في مجلس خبراء القيادة وإمام جمعة الأهواز المؤقت.

## حياته
ولد حيدري في الأوّل من ربيع الأوّل سنة 1377 هـ ق، الموافق لـ 1957م في عائلة متدينة في قرية آبادي خلف، تقع في القسم المركزي من مقاطعة شوش، في محافظة خوزستان. هذه القرية باتت تُعرف بعد انتصار الثورة الإسلامية الإيرانية بقرية الحر الرياحي.
أمضى سنوات دراسته الابتدائية في مسقط رأسه شوش. ثم هاجر إلى الأهواز وقضى سنوات دراسته الثانوية في هذه المدينة. في أيام الشباب، درس في جامعة تشمران الأهوازية ثم في جامعة طهران. وأخيراً حصل على الدكتوراه في مجال تفسير القرآن من حوزة قم العلمية. من أبرز أساتذته في الحوزة العلمية: جعفر بن محمد حسين السبحاني الخياباني التبريزي، فاضل لنكراني، محمدعلي الموسوي الجزايري، ميرزا جواد تبريزي، ناصر بن محمد كريم بن محمد باقر مكارم الشيرازي، عبد الله جوادي آملي، محمد هادي بن علي بن الميرزا محمد علي معرفة، محمد تقي مصباح اليزدي، حسين مظاهري، علي المشكيني، أبو القاسم خزعلي، إلخ.

## نسبه
والد محسن حيدري هو «عبيد بن علي»، و كان مزارعًا وتوفي عن عمر يناهز 103 أعوام. والدته فهي «حدهن بنت الملا عبد ستاوي». تنسب عائلة هذا العالم الشيعي الإثني عشري لبيت إحدى بيوتات عشيرة بيت صخر التابعة لقبيلة بني طرفة.

## المسؤوليات
ومن أهم المسؤوليات الدينية - السياسية لمحسن حيدري:
- أحد ممثلي محافظة خوزستان في مجلس خبراء القيادة
- إمام جمعة الأهواز المؤقت (من عام 1992 حتى الآن)
- مسؤول عن الدعاية والمنشورات للحرس الثوري الإيراني في المنطقة السادسة أثناء الحرب العراقية الإيرانية
- مسؤول عن الدعاية والإصدارات لفيلق المنطقة السادسة، خلال الحرب العراقية الإيرانية
- رئيس مقر الأمر بالمعروف والنهي عن المنكر في مدينة الأهواز
- ممثل الطلاب والعلماء الأهوازيين في مجلس نواب الطلاب
- عضو مجلس أمناء جامعة أمير المؤمنين
- مسؤول عن تعبئة قبائل خوزستان
- مدير دار العلم آية الله بهبهاني

إلخ.

## مؤلفاته
ومن مؤلفاته:
- «ولایة الفقیه؛ تاریخها ومبانیها»،
- «قاعدة لاضرر»،
- «العنف علي ضوء القرآن والسنة»،
- «حزب علوي وحزب اموي»،
- «الإرهاب»
- «التکفیر والغلو وجهان لعملة واحده وهی التطرف»[25][26]